# Cangandala
Cangandala (auch Kangandala) ist eine Kleinstadt und ein Landkreis in Angola. Der Nationalpark Cangandala liegt hier. Er ist bekannt für die Palanca Negra Gigante, eine seltene Art der Rappenantilope und ein nationales Symbol Angolas.

## Verwaltung
Cangandala ist Sitz eines gleichnamigen Landkreises (Município) in der Provinz Malanje. Der Kreis hat etwa 40.000 Einwohner (Schätzung 2014). Die Volkszählung 2014 soll fortan gesicherte Bevölkerungsdaten liefern.
Der Kreis Cangandala setzt sich aus vier Gemeinden (Comunas) zusammen:
- Cangandala
- Caribo
- Kulamagia
- Mbembo